# Joseph Retinger
 (mai 2012).
 (septembre 2024).
Si vous disposez d'ouvrages ou d'articles de référence ou si vous connaissez des sites web de qualité traitant du thème abordé ici, merci de compléter l'article en donnant les références utiles à sa vérifiabilité et en les liant à la section « Notes et références ».
Joseph Retinger, de son nom complet polonais Józef Hieronim Retinger, né le 17 avril 1888 à Cracovie (alors dans l'empire d'Autriche-Hongrie) et mort le 12 juin 1960 à Londres, est un diplomate polonais du XXe siècle, figure majeure dans l'histoire du fédéralisme européen. 
Partisan  dès la fin de la Première Guerre mondiale du fédéralisme comme solution à la guerre en Europe, Joseph Retinger est parfois considéré comme l'éminence grise de l'histoire de l'Europe contemporaine. Il fait notamment partie des fondateurs, au lendemain de la Seconde Guerre mondiale, de la Ligue européenne de coopération économique (LECE). En décembre 1947, il devient secrétaire général du Comité international de coordination des mouvements pour l'unité européenne. Il joue un rôle essentiel dans l'organisation du congrès de La Haye de 1948 et dans la fondation du Mouvement européen. Il est aussi à l'origine du congrès annuel euro-américain, qui devient à partir de 1954 le groupe Bilderberg,.

## Biographie

### Origines familiales et formation
Joseph Retinger est le fils d'un conseiller juridique polonais, vivant à l'époque où il n'existe plus d'État polonais à la suite des vicissitudes de l'histoire de la Pologne de 1772 à 1830 (du premier partage de la Pologne à la défaite de l'insurrection de novembre 1830). Cracovie fait depuis 1846 partie de l'empire d'Autriche, empire d'Autriche-Hongrie à partir de 1867. Dans l'ensemble, les Polonais y sont moins opprimés que ceux de l'Empire russe.
À 18 ans, il part en France faire des études de lettres grâce à l'aide du comte Władysław Zamoyski, qui lui paie ses études à l'université de Paris. Avec l'aide de son mentor, il fréquente les salons polonais de la capitale de la France, mais aussi des cafés littéraires, où il rencontre Jean Giraudoux, Bernard Grasset, François Mauriac et André Gide. Après sa thèse de doctorat sur Le Conte fantastique dans le romantisme français, soutenue à l'âge de vingt ans et publiée l'année suivante, il part pour un Grand Tour en Europe, visitant l'Allemagne, l'Italie et la Grande-Bretagne. 
Il étudie la psychologie sociale à l'université de Munich, puis vient à Londres où il étudie à la London School of Economics. 
En 1912, il devient directeur du bureau londonien du Comité national polonais. Il fréquente alors l'écrivain Joseph Conrad (1857-1924), Polonais d'origine, qui a vécu à Cracovie de 1869 à 1875 et y a fait ses études secondaires. 

### Première Guerre mondiale et rencontre avec Boy Capel (1917)
En juillet 1914, ils font ensemble un voyage à Cracovie, où ils se trouvent lorsque la guerre entre l'Autriche-Hongrie et la Serbie éclate (28 juillet). Ils quittent assez rapidement le pays, qui, à la suite de l'Allemagne, entre en guerre contre la Russie, le Royaume-Uni et la France au début d'août. Cracovie étant une ville frontalière, la Pologne sous tutelle russe est très proche.
Retinger commence à s'intéresser à l'idée d'Europe en 1917. Il est inspiré par le Britannique Boy Capel (Arthur Edward Capel), homme d'affaires, homme du monde et sportsman, joueur de polo et très proche de Coco Chanel dont il a permis le démarrage de la carrière dans la haute couture. C'est un fédéraliste naïf, propagateur de l'idée de gouvernement mondial fondé  sur l'alliance franco-britannique. Boy Capel meurt accidentellement en 1919. Retinger devient en quelque sorte son héritier spirituel. 

### Entre-deux-guerres
Dans les années 1920, il se lie avec le journaliste britannique Edmund Dene Morel. En 1926 il épouse en secondes noces la fille de ce dernier, Stella, avec qui il aura deux filles et qui mourra en 1933. 
Durant ces années, fourmillant d'idées sur l'intégration européenne, il s'attache à promouvoir la cause de la Pologne, que la victoire alliée en 1918 a permis de rétablir sous la forme de la Deuxième République. Mais la Pologne est toujours prise en étau entre la Russie (RSFSR, puis URSS à partir de 1922) et l'Allemagne, surtout à partir de l'avènement du Troisième Reich (1933). Retinger considère que seule la solution d'une Europe fédéral peut la sauver.
Il passe une grande partie des années 1920 au Mexique où il noue des contacts avec les hommes politiques locaux, dont le président Plutarco Elías Calles.
À partir de 1916,[pas clair] Retinger se rapproche de Władysław Sikorski, opposant à Józef Piłsudski, qui contrôle le pouvoir dans la Pologne de l'entre-deux-guerres. 

### Seconde Guerre mondiale

#### Au service du gouvernement polonais en exil de Sikorski
En 1939, après que la Pologne a été vaincue et annexée par l'Allemagne de Hitler et l'URSS de Staline (septembre 1939), alliés dans le cadre du pacte germano-soviétique, Sikorski forme, à Paris puis (après la déroute de la France en juin 1940) à Londres, un gouvernement polonais en exil. À cette époque il y eut un rapprochement entre Sikorski et Retinger,[pas clair] d'ailleurs le leader polonais ne parlait pas anglais. Pendant cette période, Retinger s'entretient avec les chefs d'autres gouvernements en exil comme Marcel-Henri Jaspar, Paul Van Zeeland, Paul-Henri Spaak.

#### Le plan Sikorski-Retinger de Fédération d'Europe centrale et orientale (1942-1944)
Il met en place le plan Sikorski, dont la première phase est signée en janvier 1942, avec la création de la confédération polono-tchèque. Le but du plan est de créer une confédération centre-européenne, dont la Pologne et la Tchécoslovaquie devaient constituer le noyau autour duquel se grefferaient la Roumanie, la Hongrie et la Lituanie (partie de la Pologne à l'époque de la république des Deux Nations). L'autre but de ce plan est d'établir les bases d'une politique commune des petits pays envers les grandes puissances. Cette idée est à l'origine du projet d'union belgo-néerlandaise, pendant de la confédération polono-tchécoslovaque.
Mais ce projet de Retinger crée des problèmes entre les gouvernements de Londres (Churchill) et de Moscou (où Staline ne veut pas d'une alliance des pays d'Europe centrale). De ce fait, les Britanniques changent de position et refusent à Sikorski de négocier la déclaration des huit petits États. Lorsque Churchill fait le discours, dans lequel il fait mention du Conseil de l'Europe, il parle de la fédération scandinave, danubienne et balkanique. Mais le silence sur la fédération de l'Europe centrale et orientale[pas clair] montra que Staline avait eu le dernier mot.

#### L'opération Salamander
Après la mort du général Sikorski, Retinger se fait mandaté par le nouveau Premier ministre polonais Stanisław Mikołajczyk pour tenter d'obtenir des dirigeants de l'Armia Krajowa (armée intérieure de résistance) une attitude plus conciliante face aux exigences soviétiques en vue de préserver l'indépendance de la Pologne après la fin des hostilités. La mission impliquait de sauter en parachute sur la Pologne occupée par les nazis. Son accompagnateur chargé de veiller à sa sécurité (il avait déjà 56 ans) était Tadeusz Chciuk, un Cichociemni ayant réalisé une mission similaire en 1941-1942. Les dissensions internes au Gouvernement polonais en exil, ainsi que l'attitude intransigeante des dirigeants de l'AK firent de cette mission un échec. L'évacuation de Pologne de Retinger et son retour à Brindisi dans un avion de la RAF s'effectuent dans des conditions dramatiques.

### Après-guerre en exil
Après la guerre, Retinger est exilé hors de Pologne, l'Europe de l'Est étant passée sous le contrôle de l'URSS (démocraties populaires). Il décide de contribuer à la liberté de son pays de manière indirecte. Il se lança dans la bataille de l'intégration européenne, convaincu qu'elle embrasserait un jour les pays de l'Est. Il poursuivit ses voyages pour renouer avec les réseaux qu'il s'était fait lorsqu'il était à Londres. Il comptait sur Paul Van Zeeland et Paul-Henri Spaak.

#### Premiers organismes pro-européens
Le 17 septembre 1946, Retinger parla avec Van Zeeland qui a présidé à la mise en place de Ligue Indépendante de Coopération Européenne (LICE) devenu la Ligue européenne de coopération économique (LECE). Dans la pensée de ses créateurs, cette ligue devait être un groupe de pression réunissant les élites politiques pour une construction de l'Union européenne sur une base libérale.
Au début des années 1947, les organisations pro-européennes se créaient de manière exponentielle. On peut citer le United Europe Movement avec le gendre de Churchill à sa tête, l'Union européenne des fédéralistes de Brugmans, et l'Union interparlementaire de Coudenhove-Kalergi, ou Nouvelles équipes internationales. Retinger entrait en contact avec ces associations et ne rencontra pas de difficultés (mis à part avec Coudenhove-Kalergi, qui voulait jalousement garder sa place de pionnier de l'Europe). Retinger avait pour but de coordonner toutes ces organisations. Pour cela, il organisa le congrès de La Haye (7 au 10 mai 1948). Cette date constitue une référence sur la voie de l'intégration européenne.
Il est également un des trois seuls membres européens (avec Winston Churchill et Richard Coudenhove-Kalergi) de l'American Committee on United Europe (ACUE), une structure de façade créée en 1948 par la CIA, le département d'État et le Conseil des relations étrangères, afin de coordonner l'aide américaine pour le projet d'unification européenne. Celui-ci est à cette époque une priorité pour les États-Unis et Retinger est chargé de distribuer les millions de dollars mis à disposition pour encourager ces buts. Joseph Retinger est également un fervent partisan de la création de l'OTAN en 1949.

#### La commission de l'Europe centrale et orientale (1949)
Le congrès de La Haye inspira, en 1949, dans le cadre du Mouvement européen, le projet d'une commission de l'Europe centrale et orientale qui regroupa les leaders politiques de l'émigration tels que Paul Auer, George Dimitrov, Grigore Gafencu, Štefan Osuský, Hubert Ripka, Edward Raczynski et August Rei. Seul Tito manquait. Étaient associés des Occidentaux tels que Paul Reynaud, Paul Ramadier, Clément Davis.
Le but de cette réunion était d'associer, à ce qui se réalisait à l'Ouest, tous les pays européens et préparer les conditions de la future réunion. Ce travail préliminaire aboutit à une conférence, en janvier 1952, à Church House à Westminster. La commission du Mouvement, en août, collaborait avec le conseil de l'Europe. Grâce à elle et à Retinger, on aboutit à la création, le 28 août 1950, de la commission spéciale chargée de veiller aux intérêts des nations non représentées.
De plus, il a une volonté de mettre en place une politique culturelle des pays de l'Est pour que les cultures ne soient pas noyées sous la culture soviétique. De ce fait, il demande la création d'un fonds international destiné à aider les actions culturelles des émigrés. Retinger voulait également, avec son fonds pour les émigrés, contrecarrer l'action du Comité américain de l'Europe libre, qui depuis 1949 avait quasiment le monopole sur l'action des émigrés politiques.

#### La conférence de Bilderberg (1954)
Au début de 1954, Retinger proposa à ses amis l'idée d'organiser des réunions de personnalités influentes en Europe et en Amérique pour leur donner l'occasion de discuter et de chercher des solutions aux problèmes d'actualité. Du 29 au 31 mai 1954 se tint à Paris la première conférence sous la présidence du prince Bernard des Pays-Bas.
Ce fut une réussite. Dès lors, les réunions devinrent annuelles et prirent le nom de groupe Bilderberg, en relation avec le nom de l'hôtel dans lequel se déroula la première conférence de ce lobby. L'objectif dévoilé de Bilderberg s'inscrit, dès lors, dans le cadre d'un rapprochement des blocs européen et nord-américain, dans le but de consolider un axe majeur : l'axe euro-atlantique.

### Mort et funérailles
Il meurt à Londres d'un cancer des poumons en 1960. Il est enterré dans le cimetière de North Sheen, près de Richmond.

## Controverse
Le 19 septembre 2000, le journal Daily Telegraph de Londres, par la voix d'Ambrose Evans-Pritchard, annonce que les archives dé-classifiées de l'administration américaine pour les années 1950 et 1960 montrent que Paul-Henri Spaak, Robert Schuman, Joseph Retinger et d'autres personnalités importantes dans les origines de la construction européenne étaient « employés » par les services américains. Le journaliste explique que la communauté des services secrets a camouflé son action et a fait transiter des fonds par le biais des fondations Rockefeller et Ford, ce qui a été confirmé par la revue Historia en 2003.
Extrait : « The leaders of the European Movement – Retinger, the visionary Robert Schuman and the former Belgian prime minister Paul-Henri Spaak – were all treated as hired hands by their American sponsors. The US role was handled as a covert operation. ACUE’s funding came from the Ford and Rockefeller foundations as well as business groups with close ties to the US government ».

## Projet Venona
Durant l'hiver de décembre 1942, tel qu'enregistré dans les dossiers Venona project. autrefois classés top secret par le Federal Bureau of Investigation (dossiers dont la raison d'être principale était de centraliser la répertoriation d'agents étrangers sur le sol américain, durant la guerre froide) ; Józef Hieronim Retinger, au cours d'un entretien ayant lieu le 15 décembre 1942, se réunit au ministère américain de la Justice, en compagnie de cinq hauts fonctionnaires du gouvernement américain, auxquels il déclare qu'Ignacy Matuszewski mène des activités ayant pour but de nuire aux intérêts de l'Amérique ainsi qu'à ceux de la Pologne, ce pour le compte de l'Union soviétique.
Il met l'emphase sur le fait que cela va à l'encontre des fondements mêmes des politiques des Alliés et ainsi exige que les Américains limitent les activités de Matuszewski. Il s'avère que les Américains ont dès lors traité Matuszewski comme un homme dangereux pour les intérêts de la coalition anti-allemande tout entière.
Les suite des chose se concrétise entre 1942 et 1946 quand, dans son rôle de juge, et dans ce cas-ci en collaboration directe avec le FBI et Edgar Hoover lui-même, Retinger jure de détruire Matuszewski et met en branle une vendetta sans pitié et participe de façon active et acharnée à une série de raids sur les appartements de Matuszewski, entre autres activités hostiles, aux méthodes dites « presque totalitaires » et pour le moins controversée, maintenant qu'est connu le rôle important joué par Matuszewski dans la victoire alliée.
En effet, Matuszewski, ancien colonel des Forces Armées Polonaises et ex-Ministre du Trésor de Pologne, exilé au moment des faits aux États-Unis d'Amérique, à la suite de l'opération d'évacuation des 75 tonnes d'or de la Banque de Pologne qu'il a initiée et menée à bon terme, aurait pu espérer recevoir un traitement plus «amical» de la part d'un pays allié.
Le 3 août 1946, Matuszewski décède «soudainement» d'une crise cardiaque, dans la ville de New-York.
C'est en grande partie grâce aux années de recherches de l'historien Polonais Sławomir Cenckiewicz que sont dues ces multiples révélations. Ce dernier est aujourd'hui président de la division chargée des affaires historiques militaires, au sein de l'Armée Polonaise.

## Publications
Joseph Retinger est l'auteur des ouvrages et articles suivants, dans l'ordre chronologique :
- Le Conte fantastique dans le romantisme français, thèse de doctorat, Paris, Grasset, 1909 (Notice BNF), disponible en ligne. Réédition : Genève, Slatkine Reprints, 1973.
- Histoire de la littérature française du romantisme à nos jours, Paris, Grasset, 1911
- La Pologne et l'équilibre européen, Paris, 1916.
- Morones of Mexico; a History of the Labour Movement in That Country, Londres, The Labour Publishing Company[14], 1926, 34 p.
- Tierra mexicana The History of Land and Agriculture in Ancient and Modern Mexico, Londres, Douglas, 1928.
- Polacy w cywilizacjach zagranicznych [Les Polonais parmi les civilisations étrangères], Varsovie, 1934.
- « Historja i polityka: Nowy czynnik w dyplomacji międzynarodowej », Wiadomości Literackie, 1938 (n° 50), 4 décembre 1938.
- « Historja i polityka: Zastój w międzynarodowej działalności Rosji », Wiadomości Literackie, 1938 (n° 51), 11 décembre 1938
- All about Poland: facts, figures, documents, Londres, Minerva, 1941.
- Conrad and His Contemporaries, Londres, Minerva, 1941 et New York, Roy, 1942.
- The European Continent?, Londres, 1946.
- The Bildenberg Group, Hertfordshire[pas clair], 1959.

Posthumes
- Joseph John Pomian (éditeur), Memoirs of an Eminence Grise, Brighton, Sussex University Press, 1972  (ISBN 0-85621-002-1) (OCLC 844436367).
- Under Polish Eyes, Londres, Société Joseph Conrad, 1975.